# Родное (Джанкойский район)
Родно́е (до 1948 года Бай-Онла́р, ранее Биюк-Онлар; укр. Рідне, крымскотат. Bay Onlar, Бай Онлар) — село в Джанкойском районе Республики Крым, входит в состав Стальненского сельского поселения (согласно административно-территориальному делению Украины — Стальненского сельского совета Автономной Республики Крым).

## Население
| 2001 | 2014 |
| ---- | ---- |
| 268  | ↘183 |

Всеукраинская перепись 2001 года показала следующее распределение по носителям языка
| Язык             | Процент |
| ---------------- | ------- |
| крымскотатарский | 49.63   |
| русский          | 43.28   |
| украинский       | 4.1     |
| другие           | 0.37    |

### Динамика численности
| - 1805 год — 226 чел. - 1864 год — 38 чел. - 1915 год — 10/35 чел. - 1926 год — 29 чел. - 1939 год — 157 чел. | - 1989 год — 206 чел. - 2001 год — 268 чел. - 2009 год — 235 чел. - 2014 год — 183 чел. |

## Современное состояние
На 2017 год в Родном числится 5 улиц; на 2009 год, по данным сельсовета, село занимало площадь 55,7 гектара на которой, в 71 дворе, проживало 235 человек.

## География
Родное — село на востоке района, в Крымской степи, в присивашье, высота центра села над уровнем моря — 10 м. Соседние сёла: Новоконстантиновка — в 0,5 км на юго-восток, Новопавловка в 2,5 км на юг и Многоводное — в 2,7 км на северо-запад. Расстояние до райцентра — около 21 километра (по шоссе), там же ближайшая железнодорожная станция. Транспортное сообщение осуществляется по региональной автодороге 35Н-159 Стальное — Родное — Новофёдоровка (по украинской классификации — С-0-10435).

## История
Первое документальное упоминание села встречается в Камеральном Описании Крыма… 1784 года, судя по которому, в последний период Крымского ханства Бай Онлар входил в Таманский кадылык Карасубазарского каймаканства. После присоединения Крыма к России (8) 19 апреля 1783 года, (8) 19 февраля 1784 года, именным указом Екатерины II сенату, на территории бывшего Крымского Ханства была образована Таврическая область и деревня была приписана к Перекопскому уезду. После Павловских реформ, с 1796 по 1802 год, входила в Перекопский уезд Новороссийской губернии. По новому административному делению, после создания 8 (20) октября 1802 года Таврической губернии, Биюк-Онлар был включён в состав Таганашминской волости Перекопского уезда.
По Ведомости о всех селениях в Перекопском уезде состоящих с показанием в которой волости сколько числом дворов и душ… от 21 октября 1805 года, в деревне Биюк-Онлар числилось 39 дворов и 226 жителей крымских татар. На военно-топографической карте генерал-майора Мухина 1817 года деревня Биюк ойнар обозначена с 15 дворами. После реформы волостного деления 1829 года Бай Онлар, согласно «Ведомости о казённых волостях Таврической губернии 1829 года», передали в состав Башкирицкой волости (переименованной из Таганашминской). На карте 1836 года в деревне Бай Онлар (или Биюк Онлар) 38 дворов, как и на карте 1842 года.
В 1860-х годах, после земской реформы Александра II, деревню включили в состав Владиславской волости того же уезда. В «Списке населённых мест Таврической губернии по сведениям 1864 года», составленном по результатам VIII ревизии 1864 года, Биюк-Онлар — владельческая татарская деревня с 12 дворами, 38 жителями и мечетью при колодцах. По обследованиям профессора А. Н. Козловского начала 1860-х годов, в селении вода в колодцах глубиной от 1,5—3 до 5 саженей (от 2 до 10 м) была частью солоноватая, а частью солёная. На трехверстовой карте Шуберта 1865—1876 года в Бай-Онларе (он же Биюк-Онлар) обозначено 18 дворов. Согласно «Памятной книжке Таврической губернии за 1867 год», деревня была покинута жителями в 1860—1864 годах, в результате эмиграции крымских татар, особенно массовой после Крымской войны 1853—1856 годов, в Турцию и оставалась в развалинах и в доступных источниках второй половины XIX — начала XX века не встречается.
Вновь упоминание поселения встречается в Статистическом справочнике Таврической губернии 1915 года, согласно которому в экономии Бай Онлар (Эппа) Ак-Шеихской волости волости Перекопского уезда числилось 2 двора (оба с землёй) с немецким населением в количестве 10 человек приписных жителей и 35 — «посторонних», из которых 32 мужчин и 13 женщин. В экономии числилось 317 десятин удобной земли. В хозяйстве имелось 48 лошадей, 60 волов, 22 коровы и 800 голов мелкого скота.
После установления в Крыму Советской власти, по постановлению Крымревкома от 8 января 1921 года № 206 «Об изменении административных границ» была упразднена волостная система и в составе Джанкойского уезда (преобразованного из Перекопского) был создан Джанкойский район. В 1922 году уезды преобразовали в округа. 11 октября 1923 года, согласно постановлению ВЦИК, в административное деление Крымской АССР были внесены изменения, в результате которых округа были ликвидированы, основной административной единицей стал Джанкойский район и село включили в его состав. Согласно Списку населённых пунктов Крымской АССР по Всесоюзной переписи 17 декабря 1926 года, в артели Бай-Онлар, Барынского (немецкого) сельсовета Джанкойского района, числилось 4 двора, из них 1 крестьянский, население составляло 29 человек, из них 3 русских, 22 татарина и 4 армян. После образования в 1935 году Колайского района (переименованного указом ВС РСФСР № 621/6 от 14 декабря 1944 года в Азовский) село включили в его состав. По данным всесоюзной переписи населения 1939 года в селе проживало 157 человек.
В 1944 году, после освобождения Крыма от фашистов, согласно постановлению ГКО № 5859 от 11 мая 1944 года, 18 мая крымские татары были депортированы в Среднюю Азию. 12 августа 1944 года было принято постановление № ГОКО-6372с «О переселении колхозников в районы Крыма» и в сентябре 1944 года в район приехали первые новоселы (162 семьи) из Житомирской области, а в начале 1950-х годов последовала вторая волна переселенцев из различных областей Украины. С 25 июня 1946 года Бай Онлар в составе Крымской области РСФСР. Указом Президиума Верховного Совета РСФСР от 18 мая 1948 года, Бай Онлар, или Бай-Онляр, переименовали в Родное. 26 апреля 1954 года Крымская область была передана из состава РСФСР в состав УССР. На 15 июня 1960 года Родное числилось в составе Просторненского сельсовета
Указом Президиума Верховного Совета УССР «Об укрупнении сельских районов Крымской области», от 30 декабря 1962 года Азовский район был упразднён и село вновь присоединили к Джанкойскому. По данным переписи 1989 года в селе проживало 206 человек. С 8 февраля 1973 года — в составе Стальненского сельсовета. С 12 февраля 1991 года село в восстановленной Крымской АССР, 26 февраля 1992 года переименованной в Автономную Республику Крым. С 21 марта 2014 года в составе Крыма аннексировано Россией.